# یاگاژوو
یاگاژوو (به لاتین: Jagarzewo) یک روستا در لهستان است که در گمینا یانووو واقع شده‌است. یاگاژوو ۵۶۰ نفر جمعیت دارد.